# نیمه‌پستانک‌دندان
نیمه‌پستانک‌دندان (نام علمی: Hemimastodon) نام یک سرده از راسته فیل‌سانان است.